# Autystyczny

Autystyczny – piosenka zespołu Luxtorpeda wydana na płycie Luxtorpeda.

## Notowania
| Lista                                                          | Pozycja |
| -------------------------------------------------------------- | ------- |
| Lista Przebojów Programu Trzeciego (Polskie Radio Program III) | 1       |
| Lista Przebojów UWM                                            | 1       |
| Szczecińska Lista Przebojów                                    | 1       |
| Najlepsza Rockowa Dwudziestka                                  | 1       |
| Turbo Top                                                      | 1       |